# AS 보베 우아즈
AS 보베 우아즈(AS Beauvais Oise)는 프랑스 피카르디 지역 우아즈주의 보베를 연고지로 한 축구 클럽이다.

## 선수 명단

### 현역
참고: FIFA 자격 규정에 따라 소속된 국가대표팀 국기를 표시합니다. 선수는 복수의 FIFA 비회원국 국적을 가지고 있을 수 있습니다.
| 번호 | 포지션 | 국적   | 이름          |
| ---- | ------ | ------ | ------------- |
| -    | MF     | 카메룬 | 하마두 다우다 |

| 번호 | 포지션 | 국적 | 이름            |
| ---- | ------ | ---- | --------------- |
| -    | FW     |      | 야니스 바르카   |
| -    | FW     | 기니 | 이브라히마 티암 |

## 역대 감독
| 감독              | 임기        |
| ----------------- | ----------- |
| 브뤼노 메취       | 1988 ~ 1992 |
| 바히드 할릴호지치 | 1993 ~ 1994 |

틀:AS 보베 우아즈 선수 명단